# Troglohyphantes latzeli
Troglohyphantes latzeli là một loài nhện trong họ Linyphiidae.
Loài này thuộc chi Troglohyphantes. Troglohyphantes latzeli được Konrad Thaler miêu tả năm 1986.